# Ponce de Pons
Ponce de Pons est un évêque français.